# Понка-Сіті (Оклахома)
Понка-Сіті (англ. Ponca City) — місто (англ. city) в США, в окрузі Кей штату Оклахома. Населення — 24 424 особи (2020).

## Географія
Понка-Сіті розташована за координатами 36°43′16″ пн. ш. 97°4′6″ зх. д. / 36.72111° пн. ш. 97.06833° зх. д. (36.721042, -97.068444).  За даними Бюро перепису населення США в 2010 році місто мало площу 50,76 км², з яких 47,58 км² — суходіл та 3,18 км² — водойми.

### Клімат
| Клімат : Понка-Сіті               | Клімат : Понка-Сіті | Клімат : Понка-Сіті | Клімат : Понка-Сіті | Клімат : Понка-Сіті | Клімат : Понка-Сіті | Клімат : Понка-Сіті | Клімат : Понка-Сіті | Клімат : Понка-Сіті | Клімат : Понка-Сіті | Клімат : Понка-Сіті | Клімат : Понка-Сіті | Клімат : Понка-Сіті | Клімат : Понка-Сіті |
| Показник                          | Січ.                | Лют.                | Бер.                | Квіт.               | Трав.               | Черв.               | Лип.                | Серп.               | Вер.                | Жовт.               | Лист.               | Груд.               | Рік                 |
| Середній максимум, °C             | 6,5                 | 10,4                | 15,9                | 21,6                | 26,1                | 31,2                | 34,5                | 34,0                | 28,8                | 22,6                | 14,3                | 8,3                 | 21,2                |
| Середня температура, °C           | 1,0                 | 4,3                 | 9,6                 | 14,9                | 20,1                | 25,3                | 28,3                | 27,7                | 22,8                | 16,3                | 8,6                 | 2,8                 | 15,2                |
| Середній мінімум, °C              | −4,6                | −1,9                | 3,1                 | 8,3                 | 14,1                | 19,3                | 22,0                | 21,4                | 16,7                | 9,9                 | 2,8                 | −2,6                | 9,1                 |
| Норма опадів, мм                  | 30                  | 36                  | 75                  | 89                  | 125                 | 114                 | 87                  | 85                  | 93                  | 82                  | 66                  | 42                  | 925                 |
| --------------------------------- | ------------------- | ------------------- | ------------------- | ------------------- | ------------------- | ------------------- | ------------------- | ------------------- | ------------------- | ------------------- | ------------------- | ------------------- | ------------------- |
| Джерело: National Weather Service |                     |                     |                     |                     |                     |                     |                     |                     |                     |                     |                     |                     |                     |

## Демографія
Згідно з переписом 2010 року, у місті мешкало 25 387 осіб у 10 395 домогосподарствах у складі 6573 родин. Густота населення становила 500 осіб/км².  Було 11950 помешкань (235/км²).
Расовий склад населення:
| - 79,1 % — білих - 8,9 % — корінних американців - 3,2 % — чорних або афроамериканців - 0,7 % — азіатів - 2,8 % — осіб інших рас |

До двох чи більше рас належало 5,3 %. Частка іспаномовних становила 7,2 % від усіх жителів.
За віковим діапазоном населення розподілялося таким чином: 25,4 % — особи молодші 18 років, 57,6 % — особи у віці 18—64 років, 17,0 % — особи у віці 65 років та старші. Медіана віку мешканця становила 38,1 року. На 100 осіб жіночої статі у місті припадало 95,5 чоловіків;  на 100 жінок у віці від 18 років та старших — 91,5 чоловіків також старших 18 років.
Середній дохід на одне домашнє господарство  становив 53 708 доларів США (медіана — 41 061), а середній дохід на одну сім'ю — 64 155 доларів (медіана — 51 594). Медіана доходів становила 41 057 доларів для чоловіків та 29 665 доларів для жінок. За межею бідності перебувало 18,3 % осіб, у тому числі 25,7 % дітей у віці до 18 років та 9,1 % осіб у віці 65 років та старших.
Цивільне працевлаштоване населення становило 10 659 осіб. Основні галузі зайнятості: освіта, охорона здоров'я та соціальна допомога — 21,9 %, виробництво — 15,6 %, мистецтво, розваги та відпочинок — 13,7 %, роздрібна торгівля — 12,3 %.

## Відомі особистості
В поселенні народився:
- Дон Ніклс (* 1948) — американський політик.